# Конрад Хейер
Конрад Хейер (на английски: Conrad Heyer) е американски фермер и ветеран от Американска война за независимост. Известен е с това, че е един от най-ранно родените американци, които са фотографирани.

## Биография
Роден е на 10 април 1749 г. в село Уолдоборо, Мейн.
По време на американската революция Хейер взема участие в Континенталната армия под командването на Джордж Вашингтон. Уволнен е през декември 1776 г. След войната се завръща в родното си село, където изкарва прехраната си като земеделец до смъртта си през 1856 г. Погребан е с пълни военни почести.
През 1852 г., на 103-годишна възраст, Хейер позира за портрет на дагеротип. По този начин той се превръща в един от най-ранно родените хора, за когото се знае, че съществува снимка.